# Баоень
Баоень (кит. 报恩, піньінь Bàoēn — «відплачує добром») — буддійський храм в китайській провінції Сичуань, повіт Пін'у.
Побудований між 1440–1446 (інтер'єр дороблений до 1460) начальником округу — Ван Сі. Розміри храмового комплексу: 278 x 100 кв. метрів. Це найбільший буддійський храм Сичуані. Зал Дабей прикрашає статуя тисячорукого Авалокітешвари. У комплексі знаходиться бібліотека з рідкісними виданнями епохи Мін.
З 1996 року комплекс занесений до списку національних пам'яток КНР (4-156).
Храм з ідентичною назвою існував у Нанкіні, див. Порцелянова пагода.